# James Brothers
Die James Brothers waren ein Schlagerduo, das aus den Sängern Peter Kraus und Jörg Maria Berg bestand und Ende der 1950er bis Anfang der 1960er Jahre erfolgreich war.

## Bandgeschichte
1958 hatte der Musikproduzent Gerhard Mendelson vom Studio Wien der Plattenfirma Polydor die Idee, dem bereits erfolgreichen Sänger Peter Kraus einen männlichen Gesangspartner zur Seite zu stellen und ein Duo nach dem Vorbild der Everly Brothers zu vermarkten. Kraus stellte zunächst seinen Kollegen Udo Jürgens, der beim Schwesterlabel Heliodor bereits zahlreiche Schallplatten veröffentlicht hatte, als Gesangspartner vor. Mendelsons Wahl fiel jedoch auf den österreichischen Sänger Jörg Maria Berg, der sich bereits als Solointerpret sowie Mitglied verschiedener Vokalgruppen wie Die Blauen Jungs und Die Montecarlos profilieren konnte.
Die erste Single der James Brothers, wie Mendelson das Duo nannte, entstand im September 1958. Im November des gleichen Jahres wurde der Titel Wenn, die deutsche Coverversion des US-amerikanischen Hits When der Kalin Twins, in den Hitparaden notiert. Das Konzept des Produzenten ging auf und bis 1962 produzierte man insgesamt 13 Singles des Duos. Neben Coverversionen von Jody Reynolds, Steve Lawrence oder The Jarmels bestand ein Großteil ihres Repertoires aus Liedern der Schlagerkomponisten Werner Scharfenberger und Erwin Halletz, die neben Johannes Fehring auch die Begleitorchester leiteten. 1959 war das Duo mit den Titeln Cowboy Billy und Sensationell in dem Musikfilm Melodie und Rhythmus (Regie: John Olden) zu sehen. Die James Brothers gingen erfolgreich auf Tournee und traten unter anderem mit Louis Armstrong, Erni Bieler, Max Greger, Ted Herold, Lolita und Dany Mann auf. Sie selbst standen dort gemeinsam und einzeln auf der Bühne.
Die Solokarriere von Jörg Maria Berg entwickelte sich nach 1960 deutlich weniger erfolgreich als die von Peter Kraus. Als zu Beginn der 1960er Jahre auch der Erfolg der James Brothers nachließ, wurde der Plattenvertrag mit Berg nicht verlängert. Die letzte gemeinsame Aufnahme von Berg und Kraus (Hüh-a-hoh, alter Schimmel) entstand im Februar 1962 und blieb zunächst unveröffentlicht. Auf der letzten Single unter dem Pseudonym James Brothers, die Ende 1963 auf den Markt kam, fungierte die Sängerin Gina Dobra als Duettpartnerin von Peter Kraus. Die Platte enthielt unter anderem den Titel Hätt’ ich einen Hammer, die deutsche Coverversion des Hits If I Had a Hammer von Trini Lopez, und geriet zu einem Misserfolg. Das jugendliche Publikum bevorzugte in der aufkommenden Beat-Welle nunmehr das englischsprachige Original. Im Zuge des Rock-’n’-Roll-Revivals wurden die Hits der James Brothers 1981 auf einer Langspielplatte wieder veröffentlicht. Insbesondere der Titel Wenn war seitdem immer wieder Bestandteil von Oldie-Samplern. Die kompletten Studioaufnahmen des Duos erschienen 1989/90 und 1996 auf CD.

## Diskografie

### LPs
- Wenn (1981; Bear Family Records)

### CDs
- Peter Kraus: Die Singles 1958–1959 (1989; Bear Family Records)
- Peter Kraus: Die Singles 1960 (1989; Bear Family Records)
- Peter Kraus: Die Singles 1960–1961 (1990; Bear Family Records)
- Peter Kraus: Die Singles 1961–1962 (1990; Bear Family Records)
- Peter Kraus: Die Singles 1962–1963 (1990; Bear Family Records)
- Peter Kraus: Teenagerträume, Liebeleien und Sugarbabys – Die ersten zehn Jahre (10-CD-Box) (1996; Bear Family Records)
- Schlagerbummel 1959 (Live-Kompilation – 2000; Bear Family Records)

### EPs
- Die James Brothers (Wenn / Oh, Veronika / Wenn du heute ausgehst / Die jungen Jahre) (1958)
- Teenager-Hitparade mit den James Brothers (Cowboy-Billy / Wenn / O.K. (Okay, okay) / Sensationell) (1959)
- James Brothers (Cowboy Billy / Sensationell / Genau wie du / Auf Wiederseh’n und laß dir’s gut ergehen) (1959)

### Singles
- Wenn / Oh, Veronika (1958)
- Die jungen Jahre / Wenn du heute ausgehst (1958)
- Das ist prima / O.K. (Okay, okay) (1959)
- Cowboy Billy / Sensationell (1959)
- Auf Wiederseh’n und laß dir’s gut ergehen / Genau wie du (1959)
- Rote Rosen / Ein Haus in Tennessee (1960)
- Blue River / Chérie, Chérie (1960)
- Cowboy Jenny / Rosemarie (1960)
- Sie hat so wunderschöne Augen / Tiger-Lilly (1960)
- Morgen bist du alle Sorgen los / Wie eine kleine Lady (1961)
- Beim Candlelight / Rosy, oh Rosy (1961)
- Ich hab’ mich so an dich gewöhnt / Hanna aus Havanna (1961)
- Komm wieder / Holiday Lady (1962)
- Hätt’ ich einen Hammer / Ricky-Ticky-Teeny-Weeny-Twist-Express (1963; Peter Kraus und Gina Dobra)